# Anna Haining Bates
Anna Haining Swan, coniugata Bates (Mill Brook, 6 agosto 1846 – Seville, 5 agosto 1888), è stata una circense canadese famosa per la sua altezza, di 2,41 m al picco della sua statura.
I genitori, di media altezza, erano immigrati scozzesi.

## Biografia
Alla nascita Anna pesava circa 8 kg. Era la terza di 13 figli, tutti di altezza media. Dalla nascita è cresciuta molto velocemente: a 4 anni era alta 137 cm, al suo sesto compleanno fu misurata di nuovo ed era alta 156 cm. A 15 anni Anna era alta 213 cm. Avrebbe raggiunto la sua altezza di 227 cm due anni dopo, mentre ai piedi calzava la taglia 46. Anna eccelleva in letteratura e musica, ed era considerata molto intelligente. Ha interpretato Lady Macbeth in una rappresentazione teatrale. Fu salvata da un incendio al museo Barnum nel 1865. Le scale erano in fiamme, ma lei era troppo grande per passare attraverso una finestra. Furono necessari 18 uomini per trarla in salvo. All'epoca pesava 179 kg.
Durante una visita al circo ad Halifax, per il quale lavorava Martin Van Buren Bates, un'altra persona molto alta, Anna fu notata dal produttore e ingaggiata. La "coppia gigante" diventò ben presto un'attrazione turistica e alla fine si innamorarono. I due si sposarono il 17 giugno 1871 ed ebbero due figli, ma la prima nacque morta il 19 maggio 1872. La bambina aveva le stesse dimensioni di sua madre alla nascita. La famiglia Bates si trasferì poi a Seville, in Ohio, nel giugno 1874 dove acquistarono 120 acri di terra e Martin Bates stesso supervisionò i lavori della loro casa: la parte principale aveva soffitti alti 4,3 metri e porte molto larghe, mentre la parte posteriore dell'abitazione fu costruita secondo dimensioni medie, per ospiti e dipendenti. Nell'estate 1878 Anna scoprì di essere incinta per la seconda volta. Quando doveva partorire, il medico, il dottor Beach, si rese conto che il parto non stava procedendo normalmente e così, con l'aiuto di un altro medico, provò a usare delle pinze, perché la testa del bambino era troppo grande. Il piccolo Bates nacque il 19 gennaio, ma visse solo 11 ore. È il più grande neonato mai registrato, 10.5 kg per 71 cm.
Nel 1879 Anna e suo marito, troppo scossi dalla morte dei loro figli, si ritirarono definitivamente dal circo e trascorsero gli ultimi anni nella loro fattoria lontano dai riflettori. Anna morì improvvisamente e inaspettatamente per insufficienza cardiaca nel sonno, nella sua casa, il 5 agosto 1888, un giorno prima del suo 42º compleanno. Dopo la morte della moglie, Martin si recò a Cleveland per far preparare una bara, ma gli fu consegnata una bara standard, in quanto il venditore ritenne che l'uomo scherzasse. Bates, infuriato, dovette rimandare ulteriormente il funerale della moglie fino all'arrivo di una bara adatta. Anna, Martin e i loro due figli sono sepolti nel cimitero di Mound Hill a Seville, in Ohio.